# Korte-Umlagerung
Die Korte-Umlagerung ist in der organischen Chemie eine nach dem deutschen Chemiker Friedhelm Korte (1923–2013) benannte Umlagerung von α-Acyllactonen und verwandten Systemen. So ließ sich z. B. der Aldehyd 1 (X = O) über das Enol 2 (X = O) in salzsaurem Methanol in die Carbonsäureester 3  (X = O) und 4  (X = O) umlagern:
Die Korte-Umlagerung scheint auf Fünf- und Sechsringe beschränkt zu sein. Das Mengenverhältnis 3:4 hängt von den Substituenten und der Ringgröße ab. Oft lässt sich 3 durch Erhitzen in Gegenwart von Polyphosphorsäure in 4 überführen. Wenn im Edukt 1 die Formylgruppe durch eine Acylgruppe ersetzt ist, funktioniert die Umlagerung auch.